# حسین‌آباد کرو
حسین‌آباد کروس، روستایی از توابع بخش ایوانکی شهرستان گرمسار در استان سمنان ایران است و بنیانگذار این روستا عیسی خانی می‌باشد

## جمعیت
این روستا در دهستان ایوانکی قرار دارد و براساس سرشماری مرکز آمار ایران در سال ۱۳۸۵، جمعیت آن ۱۰۷ نفر (۲۷خانوار) بوده‌است.